# Gorgasia inferomaculata
Gorgasia inferomaculata és una espècie de peix pertanyent a la família dels còngrids.

## Hàbitat
És un peix marí, demersal i de clima tropical.

## Distribució geogràfica
Es troba a l'Atlàntic oriental central: el golf de Guinea.

## Observacions
És inofensiu per als humans.